# 愛知町
愛知町（あいちちょう）は、かつて愛知県愛知郡に存在した町である。現在の名古屋市中村区東部および中川区北東部、名古屋駅の南西方を町域とした。

## 概要

### 人口
1912年（大正元年）から1920年（大正9年）までの人口は以下の通りである。
| 1912年（大正元年） | 20,393人 |  |
| 1913年（大正2年）  | 21,158人 |  |
| 1914年（大正3年）  | 21,072人 |  |
| 1915年（大正4年）  | 21,082人 |  |
| 1916年（大正5年）  | 21,223人 |  |
| 1917年（大正6年）  | 21,468人 |  |
| 1918年（大正7年）  | 26,189人 |  |
| 1919年（大正8年）  | 26,313人 |  |
| 1920年（大正9年）  | 30,915人 |  |

### 字一覧
- 大字米野[3]
  - 牧野裏
  - 東出
  - 後口
  - 上平池裏
  - 中田
  - 郷前
  - 居屋敷
  - 戸崎
  - 若宮前
  - 二ツ橋
  - 上角田
  - 坂海道
  - 西中田
  - 茶ノ木島
  - 高道
  - 七畝割
  - 向野
  - 上西宮神
  - 釜山
  - 南西宮神
  - 六ノ内
  - 下流
  - 深ノ川
  - 長戸井
  - 八反池
  - 村内
  - 塩田
  - 頓ヶ島
  - 北田面
  - 前田
  - 西田面
  - 下平池裏
  - 下角田

- 大字牧野[3]
  - 村前
  - 村内
  - 村裏
  - 砂田
  - 九反割
  - 外郷
  - 六反田
  - 宮裏
  - 高島
  - 池田
  - 六ノ内
  - 炭焼
  - 四分市
  - 宇多割

- 大字平野[3]
  - 西田
  - 前田
  - 北田

- 大字露橋[3]
  - 北ノ脇
  - 柳原
  - 三間杁筋
  - 中田
  - 西海道
  - 前並
  - 村内
  - 東出
  - 向田

- 大字北一色[3]
  - 広畑
  - 中地
  - 六廻
  - 海本
  - 江田
  - 京田
  - 染井
  - 浦山
  - 大南
  - 三ツ池
  - 西浦
  - 船戸
  - 野田
  - 柳原
  - 大海

- 大字日置[3]
  - 石ヶ坪
  - 一畝町田
  - 南出
  - 塩田
  - 町田
  - 西町田
  - 六反田
  - 若狭
  - 猿子
  - 広見
  - 堀田
  - 河鹿
  - 溝端
  - 島谷
  - 流れ
  - 北鵜垂
  - 大溝
  - 山王
  - 廻間口
  - 巾出
  - 出先
  - 長島
  - 石橋
  - 中田
  - 下鵜垂
  - 上鵜垂

## 沿革
- 江戸時代初期、この地域は尾張藩領であった。
- 明治4年 - 名古屋県第二大区第一小区に所属[4]。
- 1876年（明治9年）8月 - 愛知県第一区に所属[5]。
- 1878年（明治11年）12月 - 愛知郡に所属し、米野・牧野・平野・露橋・北一色による五ヶ村組合が成立[6]。ただし、日置村は広井・下名古屋・上名古屋による四ヶ村組合に所属[6]。
- 1889年（明治22年）10月1日 - 日置村、牧野村、平野村、米野村、露橋村、北一色村が合併し、笈瀬村（おいせむら）となる[7][8][9]。
- 1904年（明治37年）12月20日 - 改称して愛知町となる[10]。町名は郡名に由来するとみられる[11]。
- 1908年（明治41年）12月23日 - 町役場を大字米野字下角田60番地に移転[1]。
- 1921年（大正10年）8月22日 - 名古屋市に編入され、名古屋市中区の一部となる[12]。各大字の区域に以下の町が設置された[12]。
  - 大字米野：米野町
  - 大字牧野：牧野町
  - 大字平野：南平野町
  - 大字露橋：露橋町
  - 大字北一色：北一色町
  - 大字日置：西日置町
- 1937年（昭和12年）10月1日 - 中村区の新設により、かつての愛知町の区域は概ね中村区に属する[13]。
- 1944年（昭和19年）2月11日 - 区域の変更により、かつての愛知町の区域の内、関西本線および笹島駅よりも南側と西日置町・若狭町・日置通が中川区に編入される。
- 1946年（昭和21年）4月15日 - 若狭町・日置通が中村区に編入される[14]。

## 交通

### 鉄道・路面電車
東に名古屋駅がある。この影響で貨物関係の労働者や鉄道の従業員を中心に人口が増加した。愛知町当時は大部分が駅裏にあたり、一層発展するのは名古屋市編入後の1937年（昭和12年）に西口が設けられてからである。
関西鉄道の名古屋延伸にあたって1896年（明治29年）に笈瀬村内、名古屋駅から約0.5キロメートル離れた地点に愛知駅が設けられた。しかし、1907年（明治40年）に鉄道国有法により関西鉄道が買収された後、名古屋駅に近いことから1909年に廃止された。
牧野の名古屋駅付近から中村公園へ向かう、中村電車と通称される路面電車が通っていた。1913年（大正2年）に名古屋土地によって開業したもので、名古屋市編入後の1926年（大正15年）に中村電気軌道として独立、1936年（昭和11年）に市営化されて名古屋市電中村線となった。翌1937年に高架化された東海道本線の東まで延伸して名古屋市街の路線と接続している。また、東海道本線の東に位置する西日置町では1934年に名古屋市電水主町延長線の水主町から六反小学校までが、1940年に笹島線の笹島町から六反小学校までが開業している。
名古屋市編入後、1938年（昭和13年）の大阪電気軌道傘下の関西急行電鉄の名古屋延伸にあたって、旧愛知町域に米野駅と米野車庫が設けられている。また、1944年（昭和19年）の名古屋鉄道東西連絡線の開通により、旧愛知町域に山王駅が開業している。

### 道路

#### 県道
- 愛知県道名古屋津島線 - 大字牧野・米野を通過[22]
- 愛知県道名古屋桑名線 - 大字日置・露橋を通過[22]

#### 郡道
- 愛知郡道常磐街道 - 愛知町より海部郡蟹江町に至る道路[23]
- 愛知郡道大治街道 - 名古屋停車場より海部郡大治村に至る道路[24]
- 愛知郡道枇杷島街道 - 名古屋港西築港より西春日井郡枇杷島町に至る道路[24]
- 愛知郡道下之一色街道 - 名古屋停車場より下之一色町に至る道路[24]
- 愛知郡道柳街道 - 名古屋停車場より常磐村大字烏森に至る道路[25]
- 愛知郡道御器所愛知線 - 愛知郡役所所在地より愛知町役場所在地に至る道路[26]
- 愛知郡道日置名古屋港線 - 大字日置字出先より名古屋港西築港桟橋に至る道路[27]
- 愛知郡道米野蟹江本町線 - 大字米野字六ノ内より蟹江町大字蟹江本町に至る道路[28]
- 愛知郡道米野名古屋停車場線 - 大字米野より名古屋停車場に至る道路[28]
- 愛知郡道平野枇杷島線 - 大字平野より西春日井郡枇杷島町大字枇杷島町に至る道路[29]
- 愛知郡道岩塚名古屋線 - 常盤村大字岩塚より名古屋市に至る道路[30]
- 愛知郡道栄名古屋港線 - 中村大字栄より名古屋港西築港桟橋に至る道路[31]

## 教育
名古屋市への編入直前の1921年（大正10年）4月末時点で以下の小学校が存在した。
- 愛知高等小学校（大字米野）
- 愛知第一尋常小学校（大字米野、学制改革後の名古屋市立米野小学校）
- 愛知第二尋常小学校（大字日置、学制改革後の名古屋市立六反小学校）
- 愛知第三尋常小学校（大字露橋、学制改革後の名古屋市立露橋小学校）
- 愛知第四尋常小学校（大字日置、学制改革後の名古屋市立広見小学校）

### 年表
- 1873年（明治6年）1月 - 上米野義校・下米野義校が設立される[33][34][35]。
- 1873年（明治6年）6月 - 学制公布に伴い、米野村に第29番小学明鏡学校・第30番小学純和学校が創立される[33][36][37]。
- 1876年（明治9年）9月 - 校名が地名によるものに変更される[38][39]。明鏡学校は米野学校と改称される[39]。純和学校の改称後の名称は不詳[39]。
- 1882年（明治15年） - 牧野村に牧野学校が設立される[38][40]。ただし、1876年に明鏡学校が米牧小学校に改称し、1879年に米野学校と牧野学校に分離したとする説もある[33]。
- 1882年（明治15年）11月 - 県令により学区が制定される[41]。第六小学区には米野学校、第七小学区には牧野学校が存在したが、第五小学区の学校については不詳である[41]。なお、日置村は名古屋区の学区に編入された[41]。
  - 愛知郡第五小学区：北一色村・露橋村・平野村・米野村字下ノ切
  - 愛知郡第六小学区：米野村（字下ノ切を除く）
  - 愛知郡第七小学区：牧野村
- 1887年（明治20年） - 小学校令により学区が再編され、第二学区では牧野村に尋常小学牧野学校が設置される[42][43]。また、烏森村に第二高等小学校が設置され、第二・三・四・五・六・七・九学区を学区とした[42][43]。なお、翌1888年に第二高等小学校は廃止され、愛知郡内の高等小学校は熱田町に設置された高等小学校に集約された[43]。
  - 第二学区：牧野村・米野村・北一色村・露橋村・平野村・日置村・広井村・下名古屋村・上名古屋村
- 1889年（明治22年）10月 - 町村制施行により、笈瀬村が設置される[8][9]。これを受け、翌1890年に尋常小学牧野学校が尋常小学笈瀬学校に改称されたという[33]。
- 1892年（明治25年）7月 - 1889年施行の町村制、1890年公布の小学校令を受けて笈瀬尋常小学校となる[44][45]。学区は笈瀬村で、位置は大字米野であった[44][45]。
  - 笈瀬尋常小学校：笈瀬村（大字牧野・大字米野・大字北一色・大字露橋・大字平野・大字日置）
- 1892年（明治25年）10月 - 笈瀬村外四ケ村組合により、笈瀬村に笈瀬高等小学校が設置される[46]。
  - 笈瀬村外四ケ村組合：笈瀬村・那古野村・鷹場村・日比津村・織豊村
- 1898年（明治31年）8月 - 那古野村が名古屋市に編入され、組合から離脱する[47]。
- 1905年（明治38年）1月 - 前月に笈瀬村が町制施行して愛知町と改称したことを受け、笈瀬尋常小学校が愛知尋常小学校、笈瀬高等小学校が愛知高等小学校となる[44][48]。
- 1906年（明治39年）5月 - 愛知郡での町村合併に合わせて小学校の設置や廃合が行われる[49][50]。愛知町では愛知尋常小学校が分割され、愛知第一尋常小学校（大字米野）、愛知第二尋常小学校（大字日置）、愛知第三尋常小学校（大字露橋）が設置される[50]。また、鷹場村・日比津村・織豊村が合併して中村が発足し、愛知高等小学校が愛知町・中村二ケ村組合立となる[49]。
- 1906年（明治40年） - 小学校令の改正により、尋常小学校の修業年限が6年、高等小学校の修業年限が2年となった[51]。
- 1907年（明治42年）7月 - 中村の中村西部尋常小学校に高等科が併置され、愛知高等小学校は愛知町立となる[52]。
- 1909年（明治44年）4月 - 愛知高等小学校が廃止され、愛知第一尋常小学校および愛知第二尋常小学校に高等科が併置される[53]。
- 1914年（大正4年）4月 - 愛知第一尋常高等小学校と愛知第二尋常高等小学校の高等科が廃止され、愛知高等小学校が設置される[53]。
- 1921年（大正10年）4月 - 愛知第四尋常小学校（大字日置）が設置される[32]。
- 1921年（大正10年）8月 - 愛知町が名古屋市に編入され、各小学校が改めて名古屋市によって設置される[54]。なお、愛知高等小学校については不詳であるが、校舎は笹島駅と中川運河の建設に伴って北一色町に移転・改築され、1928年から愛知尋常小学校として利用されている[55][56][57]。
  - 愛知第一尋常小学校：米野尋常小学校（名古屋市米野町）
  - 愛知第二尋常小学校：六反尋常小学校（名古屋市西日置町字六反田）
  - 愛知第三尋常小学校：露橋尋常小学校（名古屋市露橋町）
  - 愛知第四尋常小学校：猿子尋常小学校（名古屋市西日置町字猿子）

## 警察
- 笹島町警察署
  - 愛知町石橋駐在所 - 大字日置字石橋[58]
  - 愛知町日置駐在所 - 大字日置字中田[58]
  - 愛知町山王駐在所 - 大字日置字山王[58]
  - 愛知町鵜垂駐在所 - 大字日置字鵜垂[58]
  - 愛知町平野駐在所 - 大字平野字前田[58]
  - 愛知町露橋駐在所 - 大字露橋[58]
  - 愛知町宮裏駐在所 - 大字牧野字宮裏[58]
  - 愛知町牧野駐在所 - 大字牧野字村内[58]
  - 愛知町米野駐在所 - 大字米野字若宮前[58]

## 産業
- 菊井紡織株式会社

大正7年3月設立、錦糸紡織織布製造。所在地は米野字頓ヶ島29-1。
- 日本木工株式会社 - 大正5年9月設立、紡績紡織養蚕具製造[59]。
- 日東ゴム製造株式会社 - 大正7年8月設立、ゴム製品製造[59]。
- 藤井土臼合資会社 - 明治43年2月設立、籾摺土臼製造販売[59]。所在地は牧野字出郷前6番地[62]。
- 名古屋起毛合名会社 - 明治40年10月設立、メリヤス製造および起毛業[63]。
- 豊島綿工場 - 大正4年6月創業、原綿工場[60]。
- 小塚織布工場 - 明治42年2月創業、綿布工場[60]。
- 小林織布工場 - 大正6年12月創業、綿織物工場[60]。
- 近藤製職所 - 明治45年1月創業、広幅綿布工場[60]。
- 奥村職工場 - 明治32年10月創業、絹織物工場[60]。
- 合名会社新盛社 - 明治32年4月創業、織物編物の起毛工場[60]。
- 愛知メリヤス合資会社 - 大正7年10月創業、メリヤス工場[60]。
- 境川メリヤス合資会社 - 大正3年3月創業、メリヤス工場[60]。
- 網太商店撚糸工場 - 大正8年2月創業、木綿撚糸工場[60]。
- 前島製筵所 - 明治32年6月創業、筵蒲団工場[60]。
- 伊藤鋳造所 - 大正5年10月創業、銑鉄鋳造工場[60]。
- 愛知鉄工場 - 明治39年10月創業、織機工場[60]。
- 平尾鉄工所第二工所 - 大正5年3月創業、ポールトおよびスプリング工場[60]。
- 日東ゴム製造株式会社 - 大正5年7月創業、ゴム工場[60]。
- 大日本木管株式会社名古屋工場 - 大正3年1月創業、紡績織布用木管工場[60]。
- 日本木工株式会社 - 大正5年9月創業、紡績織布用木管工場[64]。
- 共栄社燐寸製造所 - 大正7年12月創業、マッチ工場[64]。
- 花井屋 - 明治39年5月創業、下駄工場[64]。
- 沢田紙函製造所 - 大正3年11月創業、紙箱工場[64]。
- 石丸織機製造工場 - 明治41年11月創業、織機工場[64]。
- ライジングサン石油株式会社洋蠟燭製造工場 - 大正8年1月創業、洋ロウソク工場[64]。
- 佐々絣株式会社 - 1886年（明治19年）5月、下堀川町において創業し、1909年（明治42年）10月に当地に移転した[65]。

## 寺社

### 神社
- 神明社 - 大字牧野宮裏[66]
- 八幡社 - 大字平野字前田[67]
- 神明社 - 大字牧野字外郷[67]
- 神明社 - 大字露橋字東出[67]
- 神明社 - 大字北一色字浦山[67]
- 白山社 - 大字米野字平池裏[67]
- 金山神社 - 大字米野字金山[67]
- 熊野社 - 大字米野字茶ノ木島[68]

### 寺院
- 真宗大谷派善行寺[69]
- 真宗大谷派圓福寺[69]
- 臨済宗妙心寺派長松寺[69]
- 浄土宗願王寺[69]
- 浄土宗観永寺[70]